# Das sind Kerle
Das sind Kerle (Originaltitel: Men of Boys Town) ist ein US-amerikanischer Spielfilm aus dem Jahr 1941 unter der Regie von Norman Taurog. Spencer Tracy spielte erneut, wie schon in Teufelskerle, Father Flanagan, einen katholischen Priester, der sich einfühlsam um obdachlose Jungen kümmert. Auch Mickey Rooney als Waisenjunge Whitey Marsh war wieder mit von der Partie.

## Handlung
Der katholische Priester Edward J. Flanagan muss Dave Morris, der sich für die Belange des Priesters einsetzt und Kapital für die von Flanagan gegründete „Heimstatt“ Boys Town beschafft, gestehen, dass er um die 200.000 $ für neue Gebäude etc. ausgegeben habe, deren Begleichung noch ausstehe. Dave Morris rauft sich die Haare, will aber trotzdem alles tun, was in seiner Macht steht, um das Geld aufzutreiben. Als Flanagan ihm sagt, dass er gern weitere Jugenddörfer errichten möchte, meint er, Edward solle ihm 250 weitere Flanagans bringen und er würde 250 weitere Dörfer errichten. In einer Gerichtsverhandlung wird der junge Ted Martley des Totschlags für schuldig befunden. Der Junge liegt bewegungsunfähig auf einer Trage. Ihm wird zur Last gelegt, einen Wärter der Besserungsanstalt, in der er sich befand, getötet zu haben. Ted bleibt stumm und wird zu einer Zuchthausstrafe verurteilt. Auch gegenüber Father Flanagan schweigt der misshandelte Junge zuerst. Ted hat Angst, dass die anderen Jungen in der Erziehungsanstalt es büßen müssen, wenn er redet. „Der Wärter habe ihm das Rückgrat gebrochen, deshalb habe er ihn getötet“, platzt es plötzlich aus ihm heraus. Er wolle aber nicht, dass Flanagan, das dem Richter sage. Ted kommt erst einmal nach Boys Town zu Father Flanagan. Als Flanagan ihn wegen seiner Lähmung untersuchen lassen will, will er davon nichts wissen, da er bisher mit Ärzten nur schlechte Erfahrungen gemacht hat, wodurch es zu einer vollständigen Lähmung kam. Die Jungen im Jugenddorf versuchen alles, um Ted zum Lachen zu bringen, doch er bleibt stur und verzieht keine Miene. Whitey Marsh, ein älterer Junge und „Bürgermeister“ von Boys Town, ist enttäuscht. Trotzdem versucht es weiter. Als er einen kleinen Hund für sein Vorhaben einsetzt, kann er endlich Teds Herz erreichen. Zärtlich streichelt der Junge das kleine Tier. Als Whitey ihm sagt, dass der Hund nun ihm gehöre, bedankt Ted sich überschwänglich und ist ganz gerührt. Flanagan und Whitey können das wohlhabende Ehepaar Maitland, dem der kleine Hund eigentlich gehört, dazu bringen, ihn Ted zu überlassen. Nun gelingt es Father Flanagan auch, Ted dazu zu bewegen, sich noch einmal von einem Arzt wegen seiner Bewegungsunfähigkeit untersuchen zu lassen. Es stellt sich heraus, dass es Hilfe für den Jungen gibt und Dr. Fellows, ehemals erfolgreicher Fußballspieler, nun ebenso erfolgreicher Chirurg, will Ted operieren. Ted stimmt zu, denn er will seinen kleinen Hund Roland bald selbst ausführen.
Die Maitlands wollen Whitey Marsh adoptieren. Father Flanagan macht dieser Umstand zwar zu schaffen, da er Whitey für ganz besonders wichtig für das Projekt Boys Town hält, aber er will die Entscheidung Whitey überlassen und lässt ihn rufen. Mrs. Maitland erklärt Whitey, dass sie ihren eigenen Sohn vor zwei Jahren verloren hätten und ihn, da er sie an ihren Sohn erinnere, gern mitnehmen würden. Whitey möchte die Entscheidung Father Flanagan zuschieben, der jedoch will sie ihm nicht abnehmen und so stimmt Whitey unter Tränen zu. Bevor er geht, trägt Ted ihm noch auf, dass er Miles Fenely besuchen solle, einen Freund aus seiner alten Bleibe. Der Abschied wird für alle sehr schwer. In seiner neuen Heimat wird Whitey nun mit dem Leben eines plötzlich reichen in der Gesellschaft weit oben stehenden Jungen konfrontiert. Er geht zu Tanzveranstaltungen, spielt Golf, hat ein eigenes Auto und wird von Personal bedient. Trotzdem vermisst Whitey Pater Flanagan und seine Gefährten aus Boys Town. Über Funk bleibt er mit ihnen in Verbindung und lässt sich von dem kleinen Pee Wee, der ein ganz besonderer Freund ist, alles was dort vorgeht berichten. Schon zum dritten Mal versucht er in die Maryport Reform School zu gelangen, um Miles Fenely im Auftrag von Ted zu besuchen. Der mehr als unfreundliche Wärter weist ihn immer wieder ab und sagt ihm diesmal, dass Fenely in Einzelarrest sei und fordert, dass er nicht mehr wiederkommen solle. Als Whitey mit seinem Auto davonfährt, springt ein Junge, der aus der Anstalt fliehen konnte, auf. Der Kleine heißt Flip Brier. Er erzählt Whitey, dass sie ihn dort verprügelt und Salz in seine Wunden gestreut hätten. Whitey nimmt ihn erst einmal mit in sein neues Zuhause. Er will ihn zu Pater Flanagan bringen, in ein Heim, wo es keine Zäune, keine Schläge und keine Wächter gibt. Als Whitey kurz das Zimmer verlässt, stellt er bei seiner Rückkehr fest, dass der Junge weg ist. Flip, der eine große Klappe hat, spinnt und will einen Überfall begehen. Whitey gelingt es zwar, ihn zu finden, jedoch hat der Mann an der Tankstelle, wo Whitey ihn antrifft, sich Whiteys Autonummer notiert, Flip hat nämlich schon Geld mitgehen lassen. Gerade als Whitey es zusammen mit Flip zurückbringen will, kommt die Polizei und nimmt beide Jungen mit zum Revier. Man benachrichtigt Whiteys Adoptivvater, Mr. Maitland, der allein mit Whitey sprechen will. Es stellt sich heraus, dass Whiteys Bindung zu Father Flanagan eine sehr viel engere ist, als sie es jemals mit den Maitlands sein kann.
Whitey wird zur Strafe in die Besserungsanstalt Maryport Reform School eingewiesen, dort trifft er auch Flip wieder. Die Wärter dort schikanieren die Kinder aufs Schlimmste. Ein Wärter tut sich dabei ganz besonders hervor, er ist ein Sadist schlimmsten Ausmaßes. Er provoziert die Kinder bewusst, um sie dann züchtigen zu können. Die Jungen haben gesehen, wie Miles Fenely totgeprügelt worden ist. Sie wollen nicht länger schweigen. Der Direktor der Erziehungsanstalt und der Wärter wollen den Fall jedoch vertuschen. Kurz darauf erscheint Pater Flanagan in der Besserungsanstalt und verlangt, zu Whitey gebracht zu werden. Direktor und Wärter wollen ihn davon abhalten, Flanagan bleibt jedoch hartnäckig und wird endlich zu Whitey gelassen. Miles Fenleys Mutter bittet Flanagan, zu bleiben, diese schreckliche Schule müsse verschwinden, dann sei ihr Sohn nicht ganz umsonst gestorben. Flanagan hält daraufhin eine flammende Rede gegen das bestehende System, vor allem gegen die „üblen Reformschulen“. Dann initiiert er auch dort ein Jugenddorf.
Natürlich nimmt er Whitey mit, als er zurück nach Boys Town geht, und auch Flip darf mitkommen. Dort droht allerdings die Zwangsvollstreckung. Whitey will sich opfern und erneut zu den Maitlands gehen in der Hoffnung, dass sie dann das Jugenddorf großzügig unterstützen. Dazu kommt es nicht mehr, Flanagan verliert sein Jugenddorf, er darf es zwar noch leiten, aber es gehört ihm nicht mehr. Dann passiert etwas sehr Trauriges, der kleine Hund Roland wird überfahren. Pee Wee ist außer sich. Father Flanagan muss Ted, der schon nach seinem Hund fragt, die schlimme Nachricht überbringen. Ted will unbedingt beim Begräbnis seines kleinen Freundes dabei sein. Flanagan trägt ihn hinaus; Ted macht seine ersten Schritte auf das Grab seines geliebten Hundes zu. Feierlich wird das kleine Tier verabschiedet.
Dann treffen die Maitlands ein, sie haben erkannt, was Whitey mit seinem Anruf eigentlich bezweckte. Maitland sagt seine Hilfe bei den finanziellen Problemen des Jugenddorfes zu. Wieder wird ein Jahrgang verabschiedet und Father Flanagan hält eine seiner besonderen Reden. Mehr als 4000 Jungen seien hier inzwischen durchgegangen und keiner von ihnen hätte ihn enttäuscht. Eine stolze Bilanz.

## Produktion und Hintergrund
Es handelt sich um einen Film von Metro-Goldwyn-Mayer, der in den MGM-Studios in Culver City in Kalifornien und in der realen „Boys Town“ in der Nähe von Omaha in Nebraska gedreht wurde. Die Dreharbeiten begannen im November 1940 und endeten am 18. Dezember 1940. Premiere hatte der Film am 10. April 1941 in New York. In der Bundesrepublik Deutschland lief er erstmals am 24. März 1953 im Kino, in Österreich lief er im Juni 1953 an. Das ZDF zeigte den Film erstmals am 24. März 1973. Verweistitel: Vater seiner Strolche.
Norman Taurog verfilmte die Geschichte des Paters Flanagan bereits 1938 in dem Film Teufelskerle. Spencer Tracys Leistung wurde 1939 mit dem Oscar honoriert. Dieser Film ist eine Fortsetzung der Geschichte, in der etliche Personen aus Teufelskerle erneut auftauchen. MGM versprach sich von diesem Film einen ähnlichen Erfolg wie von Teufelskerle, da man mit Spencer Tracy und Mickey Rooney zwei der erfolgreichsten Stars der damaligen Zeit aufgeboten hatte. Am Ende hatte der Film aber nur recht mäßigen Erfolg.
Edward Joseph Flanagan (1886–1948) war ein katholischer Geistlicher. Er ist der Gründer der vermutlich bekanntesten US-amerikanischen Jugendhilfeeinrichtung, die den Namen Girls and Boys Town („Mädchen- und Jungenstadt“) trägt, ursprünglich nur Boys Town („Jungenstadt“), in der Nähe der Stadt Omaha in Nebraska.

## Kritiken
Das Lexikon des internationalen Films urteilte, dass „die Fortsetzung des Films Teufelskerle (Boys Town) ein typischer zweiter Aufguß“ sei, „sentimental und matt konstruiert. Nur Spencer Tracy spiele abermals lebendig und anrührend.“
Variety meinte, dass Spencer Tracy wiederum „eine sehr aufrichtige und menschliche Darstellung des Priesters“ gelungen sei und dass auch Mickey Rooney „mit der gebotenen Zurückhaltung“ spiele. Dem Regisseur Norman Taurog sei es gelungen, „sein einzigartiges Talent im Umgang mit den jugendlichen Darstellern unter Beweis zu stellen“.